# 神政龍神会
神政龍神会（しんせいりゅうじんかい）は、日本の新興宗教団体である。大本教および天津教の影響を受けた予備海軍大佐・宗教人である矢野祐太郎により、1934年（昭和9年）11月14日に設立されたものの、教義が不敬罪および治安維持法に抵触するものであったため、弾圧された。

## 歴史

### 設立まで

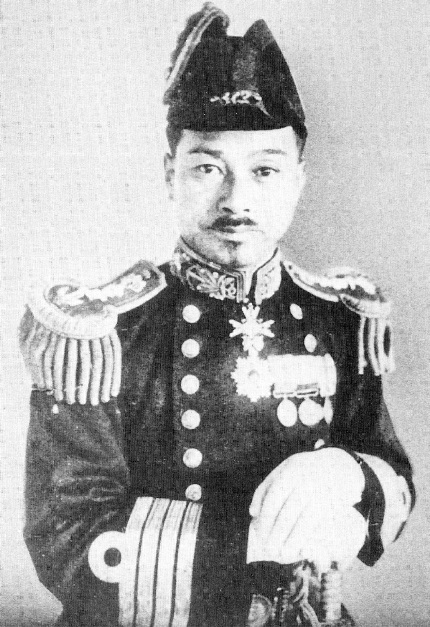
矢野祐太郎

神政龍神会の設立者である矢野祐太郎（三条比古之）は1881年（明治14年）3月28日に東京・築地に生まれた。海軍兵学校を卒業したのち海軍将校としてはたらき、日露戦争に従軍したのち艦政本部に所属して各種兵器・機関の改良に従事した。矢野は若年より心霊世界への関心が深く、参禅・気合術・催眠術・心霊現象の研究などに取り組んでいた。1917年（大正6年）、浅野正恭に依頼されて大本信者となった彼の息子を連れ戻すべく綾部（大本の本拠地がある）に向かうも、同地で正恭の弟であり、同じく大本信者であった和三郎に感化される。大本に共鳴した矢野は、第一次大本事件が起きた1921年（大正10年）には海軍の機密情報を独断で大本開祖・出口王仁三郎に流し、謹慎処分を受けている。矢野は海軍大佐にまで累進したが、1923年（大正12年）には海軍の慰留を振り切って退役し、予備役に編入された。
矢野は退役後大本に入信したが、矢野は大本教祖・出口なお没後の王仁三郎体制下の教団に反感を抱き、1928年（昭和3年）にはなおの娘である久子（ヒサとも）の主催する分派、大阪正道会に移る。大本信者の霊媒であった車小房も大阪正道会に接近するようになり、彼女の住まいである肝川（現：兵庫県川辺郡猪名川町肝川）に鎮座する、国常立大神の眷属神である八大龍神も、大阪の正道会神殿に遷座した。しかし、1929年（昭和4年）に矢野の妻・シンが「まさみち会に集まる者、一人として神の御心を了解し居るものなきは、嘆かわしき次第」との神示を受けたことを契機として、久子と矢野の関係も悪化する。
矢野は、1930年（昭和5年）に酒井勝軍に案内されて天津教の本拠地、皇祖皇太神宮を訪れる。同地で天津教の奉じる超古代史に感銘を受けた矢野は神憑りを受けながら、1932年（昭和7年）に竹内文書を筆頭とする超古代文献と、お筆先や霊媒を用いた通信による神霊文書を統合した内容である、超古代史『神霊密書』を完成させた。矢野は自らの記した「真実の歴史」を伝えるべく、各宮家に自著を送った。うち、竹田宮家の恒久王妃昌子内親王の手助けを受けて、矢野は昭和天皇に同書を献上した。神政龍神会の安部時敏が書き記すところによれば、その後昌子内親王を通じて、香淳皇后から、確かに天皇に献上したというお言葉と、嘉納のしるしの「御紋菓一折」が下されたという。天津教は、この年におきた第一次天津教事件の影響で勢力を著しく落としており、矢野は1933年（昭和8年）に教主・竹内巨麿を総裁に迎えるかたちで神宝奉賛会を設立した。しかし、竹内らは「奉賛会の会費、献金等を矢野が自己の生活に費消し、若は着服せり」と彼を非難し、翌年には彼は教団から離脱する。

### 設立とその展開
1933年に矢野はふたたび肝川を訪問し、車夫妻を説いて八大龍神を中心とする新団体を設立することを打診した。1934年（昭和9年）7月には、肝川に神殿が設立された。9月26日、車小房は「速やかに神政龍神会を設立せよ」との神示を受けた。矢野夫妻および貴族院議員の赤池濃、陸軍大佐高島己作、子爵田尻鉄太郎（田尻稲次郎子）、海軍中佐加世田哲彦などが集い、設立準備会を開いた。矢野祐太郎・加世田哲彦を発起人として神政龍神会は同年11月14日に設立され、先述した人物を含め、伯爵上杉憲章・男爵岩下家一ら、のべ25人が集まった。神政龍神会の教義は、肝川の八大龍神に対する信仰をベースとしながら、大本および天津教の影響を受けたものであり、沖野岩三郎のまとめるところによれば、おおむね以下のようなものであった。
- 「天の御先祖」「天の御三体」とよばれる三柱、すなわち天照皇大御神と、その荒魂である撞大神・霊大神を根元の神とする。その下に、艮の金神である国常立大神と、坤の金神である稚姫君大神がある。また、天の御三体のもとで世界および人類を創造し、日本を世界の神国祖国とした神が六柱ある。このほか、日本国外を守る神が五柱ある。
- このほか、外つ国の極悪人と共謀し、みろくの世を破壊した「天の規則やぶりの神（天照彦大神）」があった。この神の強訴により、主補佐神である国常立大神・稚姫君大神は引退せしめられ、世界は自由と悪の許される末法の世に突入した。世の中の立て替え・立て直しを進めるため、天の御三体とその補佐神は黒住教以下四教祖に神示を与え、最後に神界・人界の立て直しを現実のものとする宗教である大本教を与えた。これにより、日本人の整理・改心がおこなわれ、外つ国の悪神が企む日本打倒戦に対する徹底的勝利が実現する。これにより、全世界が日本を神国と認める日が来るであろう。

神政龍神会は肝川神殿にくわえて目黒区清水町に本部および東京神殿を築き、東京市および兵庫県下に150人から160人の信者を有した。そのなかには「相当知名の士」もふくまれ、たとえば海軍大将である山本英輔も信者であった。

### 弾圧
『木戸幸一日記』によれば神政龍神会は自らの教義にもとづき「神政内閣」の組織を企図しており、霊媒と審神者による神示をもとに神の意志を汲み取り、現人神である昭和天皇の名のもと、これらの神示に基づいた政治を実行する構想を描いていた。神政龍神会は、明治天皇には国常立大神が憑依していたものの、「金毛九尾の狐」の霊が憑依した昭憲皇太后の妨げがあったため、部分的な立て替え（明治維新）しか実現できなかったと論じた。また、昭和天皇および香淳皇后にも、それぞれ国常立大神とその妻神である常世姫が憑依しているとした。一方で、貞明皇后および秩父宮雍仁親王夫妻には悪神が憑依しており、「自由主義思想ヲ抱持セラレ、我国ノ惟神道ヲ『オミット』スル」人物であるとの考えを持っていた。実際、原武史が論じるように、当時貞明皇后（および秩父宮）と昭和天皇のあいだには確執があったようであり、矢野は軍部や宮中高官との交友関係を通じて、この事実を知っていた可能性がある。
神政龍神会の動向は、当局によって治安維持法および不敬罪に抵触するものであるとみなされた。神政龍神会は特別高等警察による視察内偵の対象となっていたが、こうした「幾多の露骨なる不敬事実」が明らかになった1936年（昭和11年）3月23日には警視庁による取り締まりがはじまり、矢野・加世田の両名が検挙されるとともに、「御神業御進捗記」188冊およびビール空き箱16個に詰められた多数の刊行物が押収された。さらに、兵庫県当局は神政龍神会幹部である車末吉（小房の夫）および浅野楠之助を検挙した。取り調べは同年12月18日まで続き、28日付で矢野・加世田の両名が天皇および神宮に対する不敬罪で起訴・収容された。1937年（昭和12年）12月の『特高外事月報』によれば、その罪状は以下の通りであった。
我国国史古典を否定して荒唐無稽なる神代史を編述し、延いては長くも皇統を疑はしめ皇位の序列に紛淆を来し奉るが如き所説を述べ、或は御歴代の天皇皇后に対し奉り万世一系の御血統の外に所謂御霊統なるものあるやを説き、其間畏くも御歴代天皇皇后中には外国系悪神霊邪神霊の霊統に属せらるる御方あるやの所説をなし、延いて天皇の御尊厳を冒し奉り、更に神宮の御神体に関し恐懼し奉るべき異説を立て、又は三種の御神器に就て無稽の盲説を述べて神宮の尊厳を冒漬し奉る等の外、神憑に依る神示等に藉口して不穏不敬の所説を流布し、天皇並神宮に対し奉りて其の尊厳を冒涜しつつありたるものなり。
矢野は1939年（昭和13年）8月20日に獄死した。矢野の息子である迪穂と弁護士の中里義美は「死因の詮索はしない」ことを条件に彼の遺体を引き取ったが、遺体には「或る種の薬を一服盛られたが為の中毒死だと判断が出来る紫暗色の斑点が全身に現れていた」という。

## 関連文献
- 対馬路人「新宗教における天皇観と世直し観―神政龍神会の場合」『論集日本仏教史 第9巻』雄山閣出版、1988年、189-214頁。doi:10.11501/12223143。ISBN 4-639-00724-8。
- 対馬路人、武田崇元、佐竹譲『神政龍神会資料集成』八幡書店、1994年。ISBN 4-89350-175-5。